# Engert Péter
Engert Péter (Kecskemét, 1976. június 18. –) filmproducer, rendező, színész, forgatókönyvíró.

## Élete
Engert Péter szülővárosában, Kecskeméten a Németh László Gimnáziumban, majd Pécsen, a Janus Pannonius Egyetemen tanult. Pályafutását a Kecskeméti Katona József Színházban kezdte táncosként. Felesége, Salamon Erzsébet balett táncosnő, két közös gyermekük van (Vivian Engert és Peter Aidan Engert). 1998-ban Amerikába költözött feleségével, hogy angolul tanuljon és filmgyártási tanulmányokat folytasson. Floridában, Hallandale Beach-en telepedtek le. Nyelvtudás és kapcsolatok nélkül érkezett Amerikába, ahol először egy étteremben mosogatóként kapott munkát. Munkája mellett beiratkozott a Miami International University of Art & Design filmművészeti szakára, és éjszakánként írta a forgatókönyveket. Egy év tanulás után úgy érezte, hogy a filmes tanulmányok nem segítik a való életre való felkészülésben, ezért úgy döntött, hogy önállóan építi fel filmes karrierjét. Szemináriumokon vett részt, kapcsolatokat kötött és írási képességét azzal fejlesztette, hogy több, mint 20 forgatókönyvet írt. A szerencse éppen a munkahelyén talált rá. Pincérként dolgozott, majd egy alkalommal egy visszatérő vendéggel elbeszélgetett a forgatókönyvéről. A vendégnek annyira megtetszett az ötlet, hogy úgy vélte, érdemes pénzt fektetnie az ötletbe.
Első filmje a Könnyek völgye című filmdráma volt, amely 2006-ban került a mozivászonra, a világ 18 országában levetítették. Ezután sorra készültek el filmjei. A Rossz embert szeretni (Loving the Bad Man) című film érdekessége, hogy bár még zajlottak az utómunkálatai, a film már így is elnyerte az Arany pálma-díjat Mexikóban. A film egyik főszereplője Stephen Baldwin volt.

## Filmjei
- 2004-ben executive producere volt az ARGO című filmnek.
- 2005-ben producerként elegendő forráshoz jutott, így megrendezhette első filmjét a The Valley of Tear-t (A könnyek völgye). A rendezői debütálás annyira jól sikerült, hogy a filmet a Sony Pictures vette meg.
- 2006-ban felkérték a Mansfeld forgatókönyv angol verziójának megírására.
- 2009 júniusára összeállt második, a Loving The Bad Man című játékfilmjének finanszírozása, melynek forgatókönyvírója és rendezője is volt egyben. A filmben szerepel többek között Stephen Baldwin, Christine Kelly, Antoni Corone és Arturo Fernández. A filmet 2010-ben mutatták be a Sarasota Filmfestivál-on. 2011-ben a Mexikói Nemzetközi Filmfesztiválon Golden Palm (Arany pálma) díjat nyert.
- 2009 decemberében lehetőséget kapott, hogy megrendezze a Remnants című poszt-apokaliptikus filmet, amelyben C. J. Thomason, Edward Furlong, Monica Keena és Andre Royo játszottak. A film premierje a londoni Film Fright Festen volt 2012. augusztus 26-án.
- 2010 elején két fikciós dokumentumfilmet írt és forgatott (The Warriors, The Governor). A The Governor című film különlegessége, hogy kizárólagos joggal készített dokumentumfilmet Rod Blagojevich-ról Illinois állam volt kormányzójáról mielőtt végül 15 év börtönre ítélték a kormányzót. A film hírzárlat miatt egyelőre nem láthat napvilágot.
- 2010 májusában producere volt a Samuel Bleak című játékfilmnek, amelyben David Zayas, Deborah Kara Unger, James Russo, Jaime Murray, Keith David, Christine Kelly, Robert Miano, K Callan és Lance E. Nichols játszanak.
- 2011. december 14-én bemutatták az SOS LOVE! című romantikus vígjátékot, melynek produceri munkálatait is ő látta el Los Angelesben. Mindezeken felül Engert Péter számos USA-beli és nemzetközi koprodukcióhoz nyújt segítséget producerként, miközben folyamatosan forgatókönyveken dolgozik írótársával Giovanni Ignerivel.

## Főbb munkái
- 1995 - Minden ember halandó (All Men Are Mortal) - Man in Suit (ügyvezető)
- 1996 - A vád - Szovjet katona
- 2004 - Argo - producer
- 2005 - Baleo, Baleo! (documentumfilm) - producer
- 2005 - A könnyek völgye (The Valley of Tears) - forgatókönyvíró, producer, rendező
- 2006 - Mansfeld - producer, forgatókönyvíró
- 2006 - Terror háza (House of Terror) - forgatókönyvíró, producer, rendező, történetíró
- 2006 - Curriculum (video) - producer
- 2007 - Blind Alley (Vak folyosó) - Producer, író, rendező, operatőr, vágó
- 2010 - Rossz embert szeretni (Loving the Bad Man) - Producer, író (forgatókönyvíró), rendező
- 2011 - S.O.S. Love - Az egymillió dolláros megbízás (S.O.S. Love) - producer
- 2012 - Magyarnak lenni az Egyesült Államokban II. rész - Engert Péter
- 2012 - Remnants - Producer, rendező
- 2013 - Samuel Bleak - producer
- 2014 - Shopping List for Murder - író
- 2014 - The Governor (A Kormányzó) - producer, rendező, író
- 2014 -  Aftermath (Utóhatás) - rendező

## További információ
- Engert Péter a PORT.hu-n (magyarul)
- Engert Péter az Internetes Szinkronadatbázisban (magyarul)
- Engert Péter az Internet Movie Database-ben (angolul)
- Engert Péter a Rotten Tomatoeson (angolul)